# 穆霍斯

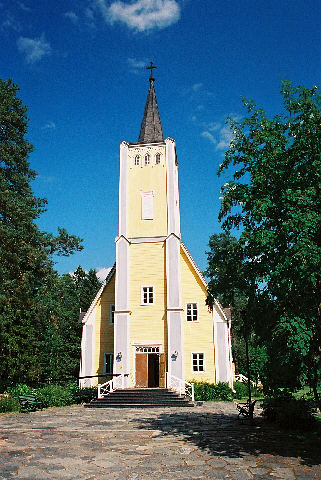
穆霍斯教堂

穆霍斯（芬蘭語：Muhos）是芬蘭北博滕區的市鎮，位於該國中部，距離奧盧35公里，始建於1865年，面積797平方公里，2013年人口8,936，人口密度為每平方公里11.4人。

## 外部連結
- 穆霍斯市镇官方网站 （页面存档备份，存于） （文）
- pay&play golf course 12 holes （页面存档备份，存于） （文）